# Parodia werneri
Parodia werneri es una especie fanerógama perteneciente a la familia de las Cactaceae. 

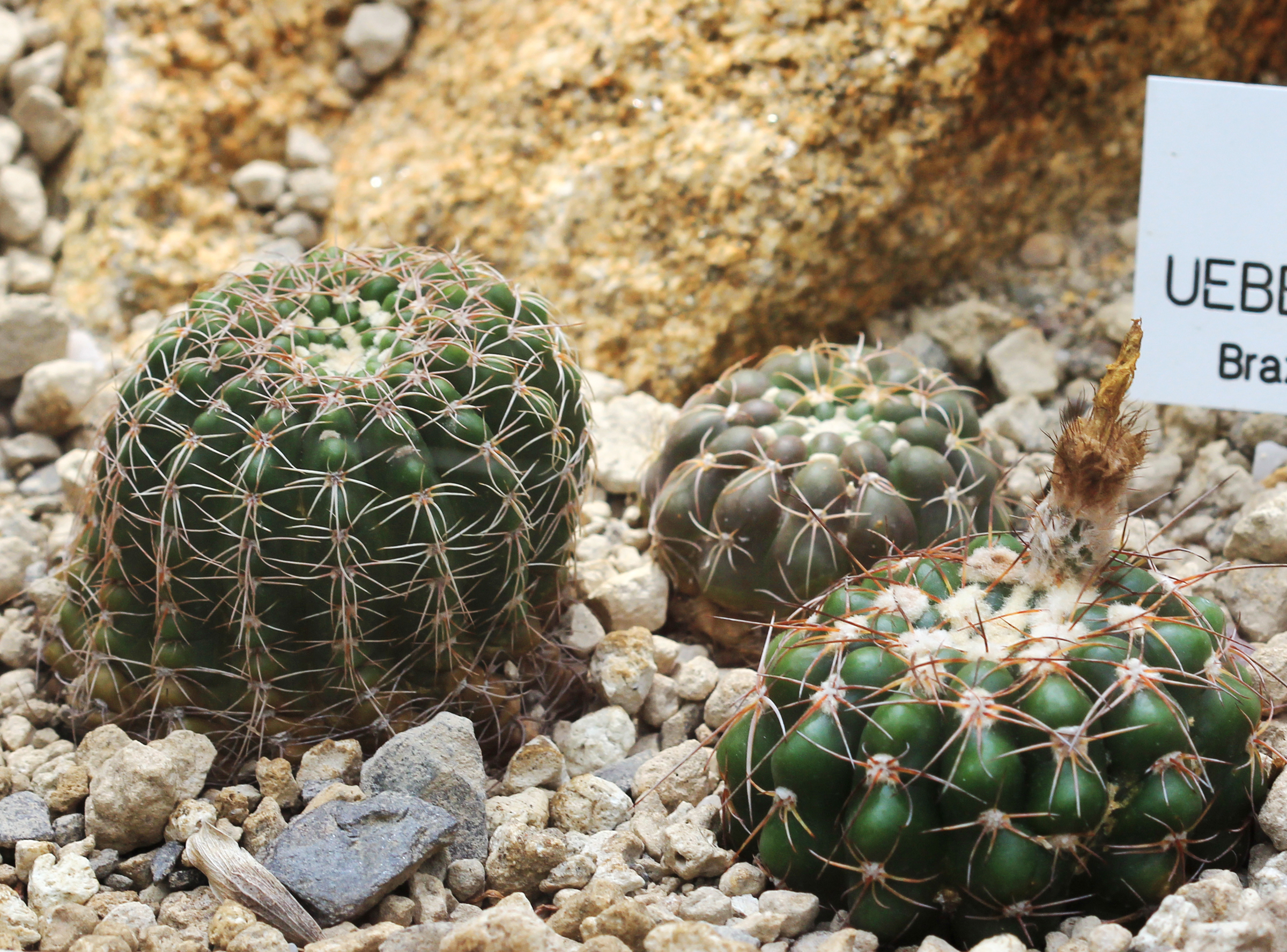
Vista de la planta

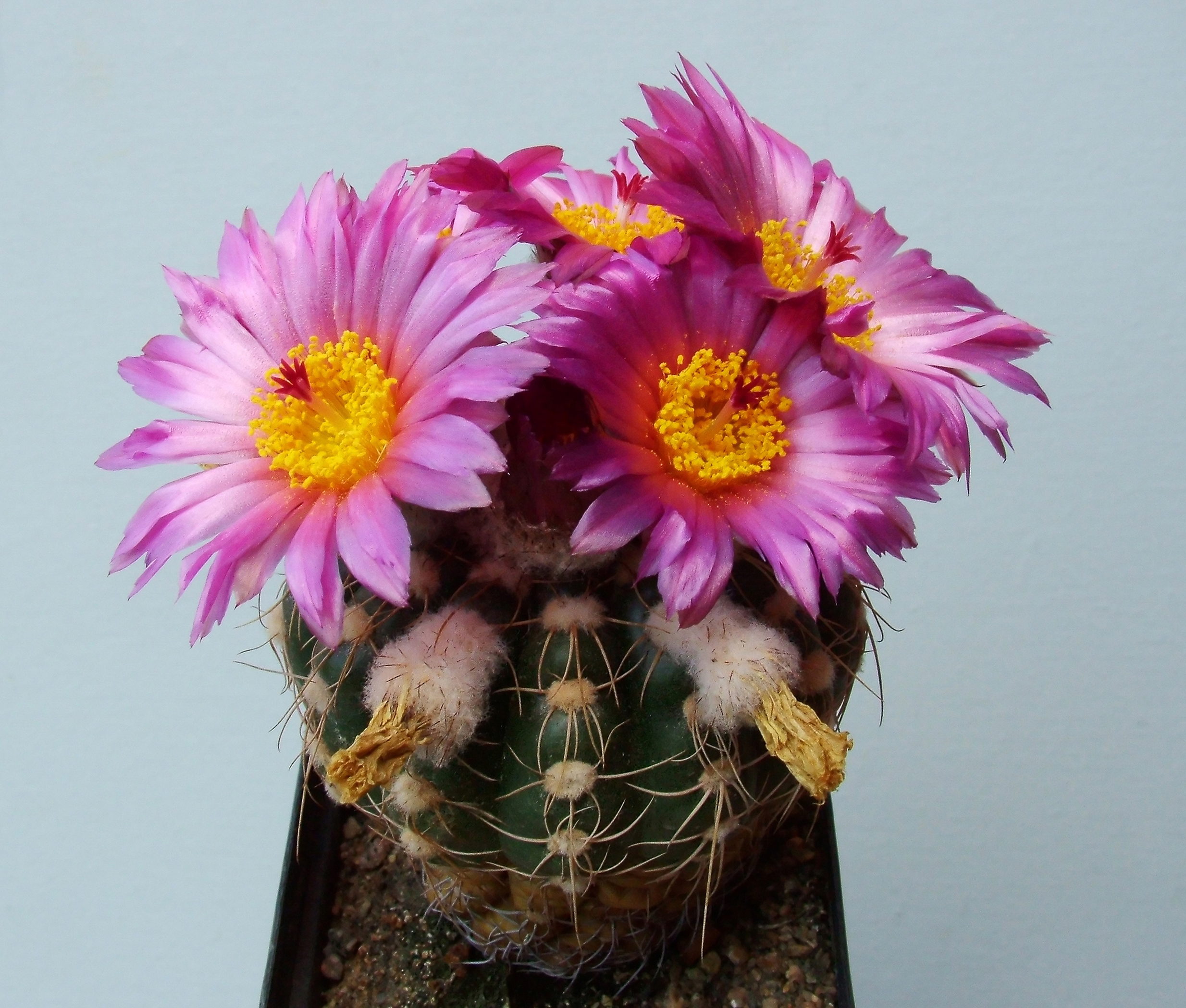
Vista de la planta

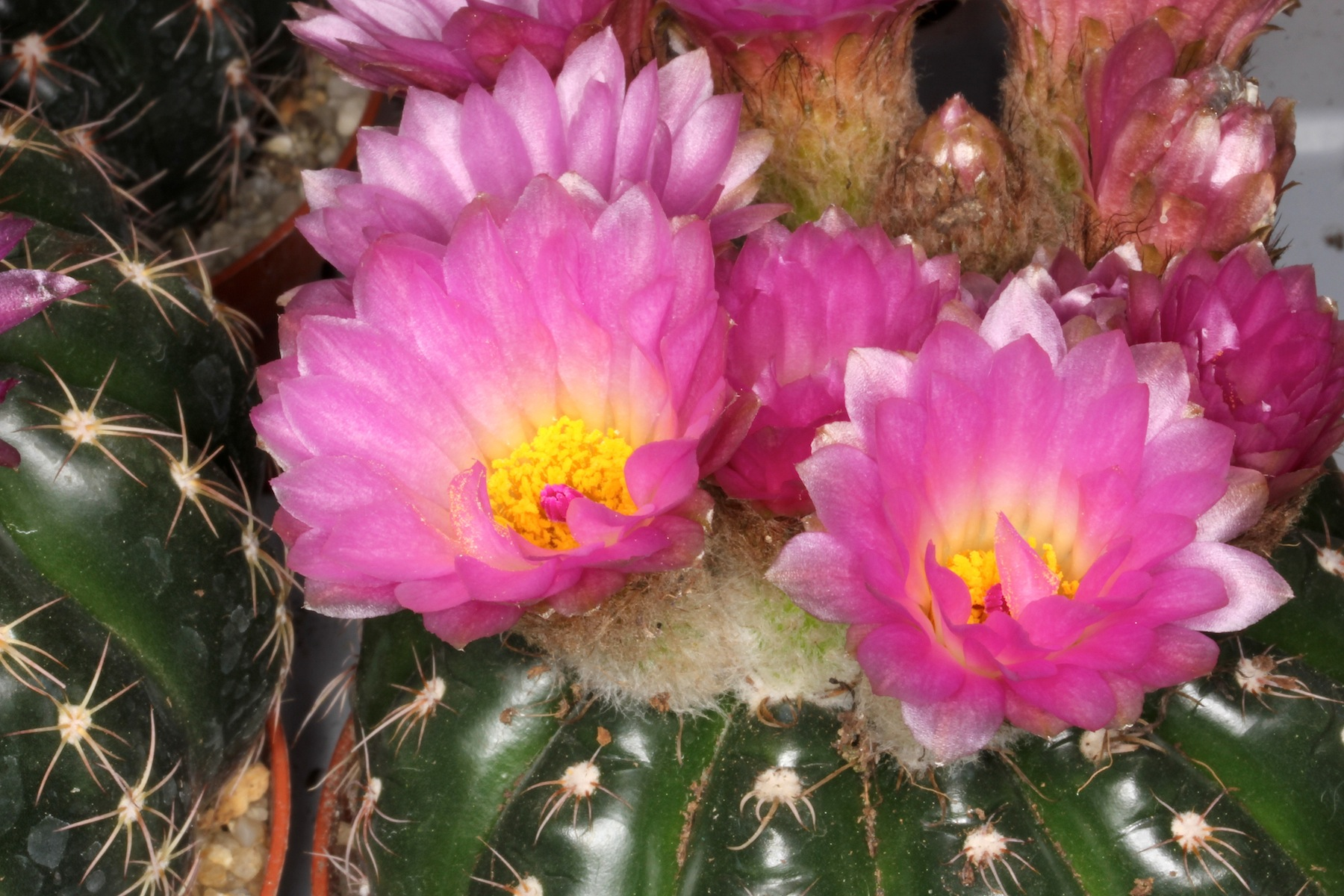
Flores

## Descripción
Parodia werneri suele crecer aislado o algunas veces basales y luego formando grupos pequeños. El tallo de color verde oscuro brillante, aplastado esférico  alcanza un tamaño de hasta 12 centímetros de altura y 17 centímetros de diámetro. Las 11 a 16 costillas son anchas y redondeadas son barbillas firmemente tuberculadas. Sus areola son blancas, con las espinas centrales ausentes. Seis espinas muy variables están presentes en la superficie del disco o  sobresalen ligeramente, son desiguales en longitud, de color blanco a blanquecino o amarillento grises  de 1 a 3 cm de largo. Las flores en forma de embudo, de color rosa brillante a amarillo o púrpura brillante  alcanzan  de 3,5 a 4,5 centímetros de diámetro y de 4 a 7 centímetros de longitud. El tubo de la corola está cubierto de lana de color blanquecino a marrón pálido y cerdas. El fruto es rojo, con un diámetro de hasta 1,5 centímetros. Las semillas son pequeñas, en forma de tapa, de color negro.

## Distribución
Es endémica de Rio Grande do Sul en Brasil. Es una especie muy común que se ha extendido por todo el mundo.

## Taxonomía
Parodia werneri fue descrita por  Hofacker y publicado en Cactaceae Consensus Initiatives 6: 12. 1998.
Etimología
Parodia: nombre genérico que fue asignado en honor a Lorenzo Raimundo Parodi (1895–1966), botánico argentino.
werneri: epíteto otorgado en honor del botánico suizo expertos en cactus brasileños Werner Uebelmann (* 1921).
Sinonimia
- Notocactus uebelmannianus
- Notocactus arachnites[3][4]